# Vilkomiri csata (1435)
A vilkomiri vagy wiłkomierzi, más néven pabaiskasi csata 1435. szeptember 1-jén zajlott le a korábbi litván nagyfejedelem, Švitrigaila vezette litván–Kardtestvér, valamint az I. Zsigmond litván nagyfejedelem (Sigismund Kęstutaitis) vezette lengyel sereg között.
1431-ben a Német Lovagrend szövetségben Švitrigaila litván nagyfejedelemmel megtámadta II. Ulászló lengyel királyt. Ulászló a táboritákkal összefogva visszaszorította a német lovagokat, de a rend még 1435-ben is folytatta a háborút. A Sigismund Kęstutaitis vezette lengyelek Vilnius közelében vereséget mértek Švitrigailára, akit így végleg kiiktattak a hatalomból és a lovagrend is vereséget szenvedett.
A győzelem emlékére Kęstutaitis templomot emelt Vilkomirban (ma Pabaiskas, Litvánia).